# Disney's Magical Quest
Disney's Magical Quest è un videogioco a piattaforme con protagonisti dei personaggi Disney, sviluppato da Capcom e pubblicato da Nintendo. 

## Trama
Topolino, Paperino, Pippo e Pluto giocano a palla; tutto sembra andar bene fino a quando Pippo non lancia la palla troppo lontano e Pluto nel tentativo di riprenderla scompare misteriosamente, Topolino lo raggiunge ma anche lui cade nel regno magico. Qui Topolino fa quindi conoscenza con un mago, che gli racconta ciò che è accaduto al regno magico. Infatti il regno magico è stato conquistato dal malvagio Emperor Pete (l'imperatore Pietro Gambadilegno), che ha lanciato il suo incantesimo ed è riuscito a rapire Pluto. Adesso tocca a Topolino affrontare la missione per salvare Pluto.

## I Mondi
I mondi del gioco sono 6:
1. Treetops House (Case sulle cima dell'albero). Un mondo in cui ci sono case sulle cime degli alberi, si può arrivare nel cielo, ed è in questo livello che Topolino fa conoscenza con il mago che gli racconta di Pluto e dell'imperatore Pietro Gambadilegno. I boss da affrontare sono due: il primo è un Pietro alato che attacca all'impazzata ed in picchiata e lancia pipistrelli, il secondo invece è un Pietro serpente. Se Topolino lo colpisce si riduce fino a diventare più piccolo.
2. Dark Forest (La foresta oscura). Un mondo ambientato in una foresta oscura dove gli alberi assomigliano a Pietro, alcuni innocui, altri aggressivi. I boss sono due: un Pietro della giungla, il quale attacca con dei frutti appuntiti o lancia la sua sottoveste affilata contro Topolino; il secondo è un Pietro ragno, che con le sue tele tenta di immobilizzare Topolino.
3. Fire Grotto (Grotta di fuoco). Un mondo ambientato nelle caverne di lava del regno, un livello abbastanza pericoloso e difficile dove si incontra un Pietro del fuoco che con il suo martello crea delle colonne di lava che portano a soffitti pieni di aculei; ed infine una statua di fuoco. Per sconfiggerla occorre spegnere il fuoco.
4. Pete's Peak (Il picco di Pietro). Un mondo ambientato nelle montagne rocciose del regno. L'unica difficoltà è il vento che spazza via Topolino. Per questo motivo deve fare attenzione all'unico boss del livello, un uccello pazzoide, che oltre a gettare le sue uova si getta in picchiata per spazzare via Topolino.
5. Frozen Plain (La piana gelata). Un mondo ambientato in un paese dei ghiacci, pieno di strane creature, slittini di ghiaccio e come boss finale un Pietro dai lunghi canini come la Tigre dai denti a sciabola e sputatore di ghiaccio che tenterà di congelare Topolino.
6. Pete's Castle (Il castello di Pietro). Questo è l'ultimo livello dove bisogna affrontare di nuovo i mini Pietro sconfitti precedentemente, superare molte trappole e ostacoli fino ad arrivare all'ultima stanza dove si nasconde l'ultimo boss del gioco, "l'imperatore Pietro", sconfiggerlo e liberare il povero Pluto.